# Džangdžjašanska hanska bambusna besedila
Džangdžjašanska hanska bambusna besedila so starodavna kitajska pisna dela iz obdobja dinastije Han, napisana v letih 196–186 pr. n. št. Odkrili so jih leta 1983 med izkopavanjem grobnice št. 247 na gori Džangdžja v okrožju Džjangling v provinci Hubej. Grobnica je pripadala uradniku iz zgodnjega obdobja Zahodnega Hana, ki je umrl leta 186 pr. n. št. Besedila so bila zapisana na tradicionalne bambusne  letvice, povezane z vrvicami v zvitke. Besedila so vključevala sodne primere in zapise o medicini, plovilih, matematiki in vojaški strategiji ter koledar z datumi od leta 202 pr. n. št. do 186 pr. n. št. 
Matematično delo z naslovom Knjiga o številih in računanju obravnava kitajsko matematiko in razjasnjuje nejasne odlomke Devetih poglavij matematične umetnosti. Datum nastanka zapisov se približno ujema s smrtjo uporabnika grobnice, eden od pravnih primerov, obravnavanih v delu o pravu, pa je datiran v leto 246 pr. n. št. in vsebuje celo nekaj še starejših pravnih precedensov iz države Čin. Najmlajši pravni primer v teh zapisih je iz leta 196 pr. n. št. 